# Jon Secada

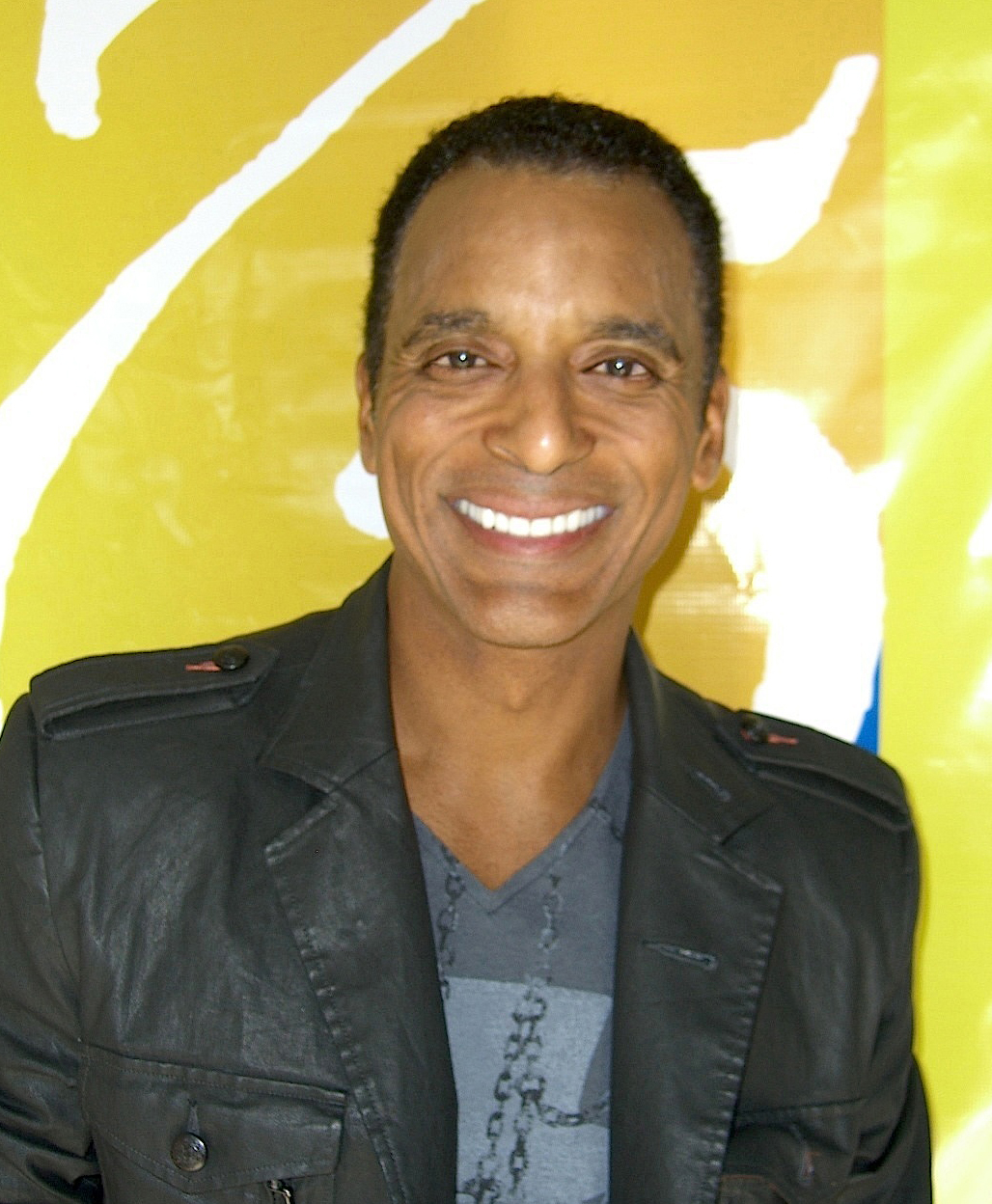
Jon Secada (2011)

Jon Secada (* 4. Oktober 1961 als Juan Francisco Secada Ramírez in Havanna, Kuba) ist ein US-amerikanischer Sänger und Liedermacher kubanischer Herkunft.

## Leben
Secada immigrierte als Neunjähriger in die Vereinigten Staaten und wuchs in Miami, Florida, auf. Er studierte ab 1979 an der University of Miami, an der er einen Master in Jazz Vocal Performance erhielt. Ferner wurde er in die akademische Iron Arrow Honor Society der Universität aufgenommen.
Ende der 80er Jahre lernte er Emilio Estefan, den Ehemann von Gloria Estefan, kennen und 1989 war er Backgroundsänger auf der LP Cuts Both Ways. Außerdem hatte er auf diesem Album mit Say seinen ersten Titel geschrieben. 1991 erschien von Gloria Into The Light. Wieder war Jon Backgroundsänger, und wieder hatte er auch als Autor mitgearbeitet. Dieses Mal waren es sechs Songs, darunter der Spitzenreiter Coming Out of the Dark. Ein guter Zeitpunkt, sich um einen Solovertrag zu kümmern, wobei er von Gloria Estefan unterstützt wurde.
Er entwickelte eine Leidenschaft für R&B und Pop und war inspiriert von Marvin Gaye, Billy Joel, Elton John und Stevie Wonder. Seine Musik ist eine Mischung dieser Sounds und enthält Funk, Soul und Untertöne von Latin Percussion. Secada verkaufte seit seinem Debütalbum in 1992 rund 20 Millionen Tonträger, wobei seine Werke meist bei dem Musikverlag EMI Group verlegt wurden.
Er stand mit Luciano Pavarotti auf der Bühne und nahm ein Duett mit Frank Sinatra auf. Als Songwriter war er für Künstler wie Jennifer Lopez, Ricky Martin und Mandy Moore tätig.
1995 spielte Secada am Broadway im Musical Grease die Rolle des Danny Zuco, 2003 sah man ihn in New York City im Studio 54 im Musical Cabaret in der Rolle des MC.

## Eigene Musik
1992 kam sein erstes Album auf den Markt. Es trägt seinen eigenen Namen: „Jon Secada“. Seine größten Hits daraus waren Just Another Day, ein internationaler Top-5-Hit bzw. Do You Believe In Us. Sein spanischsprachiges Album „Otro día mas sin verte“, ebenfalls aus dem Jahr 1992, war bei Billboard’s auf Nummer 1 in den Latin-Charts und erhielt einen Grammy für das beste „Latin-Pop-Album.“
Es folgten die Alben „Heart Soul and a Voice“ (1994), „Si te vas“ (1994) und „Amor“ (1995). Für „Amor“ erhielt Secada seinen zweiten Grammy in der Kategorie „Best Latin Pop Performance“. Im selben Jahr sang er zusammen mit der R’n’B-Sängerin Shanice auch einen Song für den oscarprämierten Walt-Disney-Film Pocahontas.
In den späten 1990er Jahren erschienen weitere Alben (siehe Diskographie). Das letzte Solo-Album „Same Dream“ erschien 2005. Zwei Jahre später arbeitete Secada an einem Album von Lilian Garcia.

## Diskografie

### Studioalben
| Jahr | Titel                               | Höchstplatzierung, Gesamtwochen, AuszeichnungChartplatzierungen (Jahr, Titel, Platzierungen, Wochen, Auszeichnungen, Anmerkungen) | Höchstplatzierung, Gesamtwochen, AuszeichnungChartplatzierungen (Jahr, Titel, Platzierungen, Wochen, Auszeichnungen, Anmerkungen) | Höchstplatzierung, Gesamtwochen, AuszeichnungChartplatzierungen (Jahr, Titel, Platzierungen, Wochen, Auszeichnungen, Anmerkungen) | Höchstplatzierung, Gesamtwochen, AuszeichnungChartplatzierungen (Jahr, Titel, Platzierungen, Wochen, Auszeichnungen, Anmerkungen) | Höchstplatzierung, Gesamtwochen, AuszeichnungChartplatzierungen (Jahr, Titel, Platzierungen, Wochen, Auszeichnungen, Anmerkungen) | Höchstplatzierung, Gesamtwochen, AuszeichnungChartplatzierungen (Jahr, Titel, Platzierungen, Wochen, Auszeichnungen, Anmerkungen) | Anmerkungen                                                           |
| Jahr | Titel                               | DE | AT | CH | UK | US | Latin | Anmerkungen                                                           |
| ---- | ----------------------------------- | --- | --- | --- | --- | --- | --- | --------------------------------------------------------------------- |
| 1992 | Jon Secada / Otro Día Más Sin Verte | DE5 Gold · (36 Wo.)DE | AT15 (14 Wo.)AT | CH7 Gold · (21 Wo.)CH | UK20 Gold · (11 Wo.)UK | US15 ×3Dreifachplatin · (103 Wo.)US                                                                                               | Latin8 (57 Wo.)Latin | Erstveröffentlichung: 5. Mai 1992 Charteinstieg in US-Latin erst 1993 |
| 1994 | Heart, Soul & a Voice / Si Te Vas   | DE26 (14 Wo.)DE | — | CH21 (10 Wo.)CH | UK19 (5 Wo.)UK | US21 Platin · (46 Wo.)US | Latin5 (32 Wo.)Latin | Erstveröffentlichung: 24. Mai 1994                                    |
| 1995 | Amor                                | — | — | — | — | — | Latin6 (29 Wo.)Latin | Erstveröffentlichung: 10. Oktober 1995                                |
| 1997 | Secada                              | DE34 (10 Wo.)DE | AT36 (2 Wo.)AT | CH44 (1 Wo.)CH | — | US40 (13 Wo.)US | Latin35 (5 Wo.)Latin | Erstveröffentlichung: 25. März 1997                                   |
| 2000 | Better Part of Me                   | — | — | CH66 (3 Wo.)CH | — | US173 (2 Wo.)US | — | Erstveröffentlichung: 4. April 2000                                   |

grau schraffiert: keine Chartdaten aus diesem Jahr verfügbar
Weitere Studioalben
- 2001: The Gift
- 2002: Amanecer
- 2005: Same Dream
- 2007: A Christmas Fiesta
- 2009: Expressions
- 2010: Classics
- 2011: Otra Vez
- 2014: Navidad
- 2017: To Beny Moré With Love (feat. The Charlie Sepulveda Big Band)

### Kompilationen
- 1999: Greatest Hits
- 1999: Grandes Éxitos
- 2002: Latin Classic
- 2003: 30 Éxitos Insuperables
- 2008: Collected

### Singles
| Jahr | Titel Album                                                                     | Höchstplatzierung, Gesamtwochen, AuszeichnungChartplatzierungen (Jahr, Titel, Album, Platzierungen, Wochen, Auszeichnungen, Anmerkungen) | Höchstplatzierung, Gesamtwochen, AuszeichnungChartplatzierungen (Jahr, Titel, Album, Platzierungen, Wochen, Auszeichnungen, Anmerkungen) | Höchstplatzierung, Gesamtwochen, AuszeichnungChartplatzierungen (Jahr, Titel, Album, Platzierungen, Wochen, Auszeichnungen, Anmerkungen) | Höchstplatzierung, Gesamtwochen, AuszeichnungChartplatzierungen (Jahr, Titel, Album, Platzierungen, Wochen, Auszeichnungen, Anmerkungen) | Höchstplatzierung, Gesamtwochen, AuszeichnungChartplatzierungen (Jahr, Titel, Album, Platzierungen, Wochen, Auszeichnungen, Anmerkungen) | Höchstplatzierung, Gesamtwochen, AuszeichnungChartplatzierungen (Jahr, Titel, Album, Platzierungen, Wochen, Auszeichnungen, Anmerkungen) | Anmerkungen                                                    |
| Jahr | Titel Album                                                                     | DE | AT | CH | UK | US | Latin | Anmerkungen                                                    |
| ---- | ------------------------------------------------------------------------------- | --- | --- | --- | --- | --- | --- | -------------------------------------------------------------- |
| 1992 | Just Another Day / Otro Día Más Sin Verte Jon Secada / Otro Día Más Sin Verte   | DE3 Gold · (36 Wo.)DE | AT5 (14 Wo.)AT | CH2 (23 Wo.)CH | UK5 Silber · (15 Wo.)UK | US5 Gold · (37 Wo.)US | Latin1 (20 Wo.)Latin | Erstveröffentlichung: März 1992                                |
| 1992 | Do You Believe in Us / Cree En Nuestro Amor Jon Secada / Otro Día Más Sin Verte | DE19 (20 Wo.)DE | — | — | UK30 (4 Wo.)UK | US13 (30 Wo.)US | Latin1 (17 Wo.)Latin | Erstveröffentlichung: September 1992                           |
| 1992 | Angel Jon Secada / Otro Día Más Sin Verte                                       | DE72 (5 Wo.)DE | — | — | UK23 (5 Wo.)UK | US18 (22 Wo.)US | Latin1 (19 Wo.)Latin | Erstveröffentlichung: Dezember 1992                            |
| 1993 | I’m Free / Sentir Jon Secada / Otro Día Más Sin Verte                           | — | — | — | UK50 (2 Wo.)UK | US27 (20 Wo.)US | Latin1 (18 Wo.)Latin | Erstveröffentlichung: Juni 1993                                |
| 1993 | Do You Really Want Me? Jon Secada                                               | — | — | — | UK30 (4 Wo.)UK | — | — | Erstveröffentlichung: Juli 1993                                |
| 1993 | One of a Kind Jon Secada                                                        | DE60 (10 Wo.)DE | — | — | — | — | — | Erstveröffentlichung: August 1993                              |
| 1993 | Tiempo al Tiempo Otro Día Más Sin Verte                                         | — | — | — | — | — | Latin9 (11 Wo.)Latin | Erstveröffentlichung: 1993                                     |
| 1994 | If You Go / Si Te Vas Heart, Soul & a Voice / Si Te Vas                         | DE41 (22 Wo.)DE | — | — | UK39 (7 Wo.)UK | US10 (31 Wo.)US | Latin1 (21 Wo.)Latin | Erstveröffentlichung: April 1994                               |
| 1994 | Whipped Heart, Soul & a Voice                                                   | — | — | — | UK99 (1 Wo.)UK | US65 (9 Wo.)US | — | Erstveröffentlichung: September 1994                           |
| 1994 | Mental Picture / Solo tu Imagen Heart, Soul & a Voice / Si Te Vas               | — | — | — | UK44 (2 Wo.)UK | US29 (20 Wo.)US | Latin13 (3 Wo.)Latin | Erstveröffentlichung: November 1994                            |
| 1995 | If I Never Knew You Pocahontas (O.S.T.)                                         | — | — | — | UK51 (5 Wo.)UK | — | — | Erstveröffentlichung: September 1995 mit Shanice               |
| 1995 | Es Por Ti Amor                                                                  | — | — | — | — | — | Latin5 (10 Wo.)Latin | Erstveröffentlichung: 1995                                     |
| 1997 | Too Late Too Soon / Amándolo Secada                                             | DE61 (9 Wo.)DE | — | — | UK43 (2 Wo.)UK | US41 (18 Wo.)US | Latin10 (13 Wo.)Latin | Erstveröffentlichung: März 1997                                |
| 1997 | La Magia De Tu Amor Secada                                                      | — | — | — | — | — | Latin25 (5 Wo.)Latin | Erstveröffentlichung: 1997                                     |
| 2000 | Stop / Así Better Part of Me                                                    | DE74 (9 Wo.)DE | — | CH66 (2 Wo.)CH | — | — | Latin32 (2 Wo.)Latin | Erstveröffentlichung: März 2000                                |
| 2002 | Amanecer                                                                        | — | — | — | — | — | Latin3 (15 Wo.)Latin | Erstveröffentlichung: 2002                                     |
| 2002 | Ay! Bueno Mal Acostumbrado                                                      | — | — | — | — | — | Latin26 (11 Wo.)Latin | Erstveröffentlichung: 2002 Fernando Villalona feat. Jon Secada |
| 2003 | Por Amor Amanecer                                                               | — | — | — | — | — | Latin18 (13 Wo.)Latin | Erstveröffentlichung: 2003 feat. Gloria Estefan                |

Weitere Singles
- 1984: Wishes
- 1986: Love with a Smile
- 1989: Dias Como Hoy
- 1994: Ciego De Amor
- 1995: Where Do I Go from You
- 1995: Se Eu Não Te Encontrasse (feat. Daniela Mercury)
- 1996: Alma con Alma
- 1996: Un Mundo Nuevo
- 1997: I Will Always Remember
- 1997: Believe
- 2000: Papi
- 2000: Break the Walls
- 2000: Dentro de Ti
- 2000: There’s No Sunshine Anymore
- 2005: Window to My Heart
- 2005: Feliz Navidad
- 2006: Free
- 2012: I’m Never Too Far Away
- 2014: Still I Rise (feat. Cyndi Lauper)
- 2016: Line of Duty

## Auszeichnungen für Musikverkäufe
| Goldene Schallplatte - Australien - 1993: für die Single Just Another Day - Brasilien - 1997: für das Album Jon Secada - Spanien - 2025: für die Single Otro Día Más Sin Verte | Platin-Schallplatte - Kanada - 1994: für das Album Heart, Soul & a Voice 3× Platin-Schallplatte - Kanada - 1994: für das Album Jon Secada |

Anmerkung: Auszeichnungen in Ländern aus den Charttabellen bzw. Chartboxen sind in ebendiesen zu finden.
| Land/RegionAuszeichnungen für Musikverkäufe (Land/Region, Auszeichnungen, Verkäufe, Quellen) | Silber  | Gold     | Platin     | Verkäufe  | Quellen             |
| -------------------------------------------------------------------------------------------- | ------- | -------- | ---------- | --------- | ------------------- |
| Australien (ARIA)                                                                            | —       | Gold1    | —          | 35.000    | aria.com.au         |
| Brasilien (PMB)                                                                              | —       | Gold1    | —          | 100.000   | pro-musicabr.org.br |
| Deutschland (BVMI)                                                                           | —       | 2× Gold2 | —          | 500.000   | musikindustrie.de   |
| Kanada (MC)                                                                                  | —       | —        | 4× Platin4 | 400.000   | musiccanada.com     |
| Schweiz (IFPI)                                                                               | —       | Gold1    | —          | 25.000    | hitparade.ch        |
| Spanien (Promusicae)                                                                         | —       | Gold1    | —          | 30.000    | elportaldemusica.es |
| Vereinigte Staaten (RIAA)                                                                    | —       | Gold1    | 4× Platin4 | 4.500.000 | riaa.com            |
| Vereinigtes Königreich (BPI)                                                                 | Silber1 | Gold1    | —          | 300.000   | bpi.co.uk           |
| Insgesamt                                                                                    | Silber1 | 8× Gold8 | 8× Platin8 |           |                     |

## Filmografie
- 2016: Dead 7 – Sie sind schneller als der Tod (Dead 7)